# Antonio Calderón de León
Antonio Calderón de León (1540 – 1621) foi um prelado católico romano que serviu como o primeiro Bispo de Santa Cruz de la Sierra (1605 – 1621), Bispo do Panamá (1598 – 1605), e Bispo de Porto Rico (1593 – 1598).

## Biografia
Antonio Calderón de León nasceu em Baeza, Espanha. No dia 29 de outubro de 1593, o Papa Clemente VIII nomeou-o Bispo de Porto Rico. Em dezembro de 1597, foi consagrado bispo por Domingo de Ulloa, bispo de Popayán, na Catedral de Santa Fé de Bogotá. A 23 de maio de 1598, o Papa Clemente VIII nomeou-o Bispo do Panamá. No dia 4 de julho de 1605, o Papa Paulo V nomeou-o o primeiro Bispo de Santa Cruz de la Sierra, onde serviu até à sua morte em 1621.